# Tiberguent
Tiberguent (în arabă تيبرقنت) este o comună din provincia Mila, Algeria.
Populația comunei este de 9.282 de locuitori (2008).